# Ganning
Ganning (kinesiska: 甘宁) är en köping i sydvästra Kina. Den ligger i stadsdistriktet Wanzhou i storstadsområdet Chongqing, omkring 210 kilometer nordost om det centrala stadsdistriktet Yuzhong. Antalet invånare är 30 873. Befolkningen består av 15 880 kvinnor och 14 993 män. Barn under 15 år utgör 14,0 %, vuxna 15-64 år 67 %, och äldre över 65 år 17,0 %.